# Benjamin Farrington
Benjamin Farrington (* 10. Juli 1891 in Cork, Irland; † 17. November 1974) war ein irischer Klassischer Philologe und Wissenschaftshistoriker.

## Leben
Farrington stammte aus einer anglo-irischen Familie in Cork, wo sein Vater Ingenieur der Stadt war und einer kongregationalistischen Kirche angehörte, die in calvinistischer Tradition stand. Er studierte zunächst Classics am University College Cork, dann Classics und Alt- und Mittelenglisch am Trinity College Dublin. Von 1915 bis 1917 absolvierte er ein Master-Studium in Englisch am University College Cork mit einer Dissertation über Shelley’s Translations from the Greek. Bereits vor Beendigung dieses Studiums trat er 1916 eine Stelle als Assistent des Althistorikers Samuel Dill an der Queen’s University Belfast an, die er bis 1920 innehatte, als er an die University of Cape Town in Südafrika wechselte. Dort war er zunächst Lecturer in Greek (1920–1922), dann Senior Lecturer in Classics (1922–1930) und schließlich Professor of Latin (1930–1934). 1935 kehrte er nach England zurück, zunächst als Lecturer in Classics an der University of Bristol (1935–1936), dann als Professor of Classics am University College, Swansea bis zu seiner Emeritierung im Jahr 1956. Aus der Zeit nach seiner Rückkehr nach England rührte seine Freundschaft mit Eric Robertson Dodds, der ebenfalls Ire und Unterstützer von Sinn Féin war.
Farrington war wie George Derwent Thomson, Robert Browning, Frank W. Walbank und Geoffrey de Ste Croix politisch auf der Linken engagiert. In Kapstadt trat er als Gegner der Rassentrennung, Sozialist und Vertreter der Irish Republican Association of South Africa in Erscheinung. Er verfasste Beiträge für die südafrikanische Zeitung De Burger, um im Irischen Unabhängigkeitskrieg (1919–1921) bei den Afrikaanern Unterstützung für Sinn Féin und die irische Republik zu finden. Auf einer Konferenz in Paris 1922 warb er erfolglos für eine Irish World Association. Daraufhin schloss er die von ihm gegründete Irish Republican Association of South Africa und deren Zeitung The Republican und beschäftigte sich mit dem Werk des irischen Gewerkschafters James Connolly (1868–1916). Er verkehrte zudem im Kreis von Intellektuellen um Ruth Schechter (gestorben 1942), die Tochter des Rabbiners Solomon Schechter, die er später heiratete. Etwa Mitte der dreißiger Jahre trat er mit seiner Frau Ruth der Communist Party of Great Britain bei, die er angesichts der Niederschlagung des ungarischen Volksaufstands im Jahr 1956 durch die Sowjetarmee wieder verließ.
Farrington war einer der ersten Historiker der griechischen Naturwissenschaft, die er aus marxistischer Perspektive in ihrem soziologisch-politischen Kontext erforschte. Angeregt von Karl Marx’ Dissertation von 1841 zur Differenz der demokritischen und epikureischen Naturphilosophie, beschäftigte er sich auch mit Epikur und Lukrez. Nach seiner Emeritierung veröffentlichte er zudem verschiedene Studien zu Francis Bacon.

## Schriften (Auswahl)
- Primum Graius Homo. Cambridge University Press, Cambridge 1927.
- Samuel Butler and the Odyssey. Jonathan Cape, London 1929, Nachdruck 1974, ISBN 0-8383-1777-4.
- The Life and Work of Andreas Vesalius. Royal Society of South Africa, Cape Town 1930.
- Science in Antiquity. Oxford University Press, Oxford 1936, Nachdruck 1969.
- The Civilisation of Greece and Rome. Victor Gollancz, London 1938.
- Science and Politics in the Ancient World. 1939, 1946; zweite Auflage, Allen & Unwin, London 1965.
- Greek Science: Its Meaning for Us. Part I: Thales to Aristotle. Penguin Books, Harmondsworth 1944, Nachdruck mit Part II 1953, Paperback 2000, ISBN 0-85124-631-1.
  - Deutsche Übersetzung: Die Wissenschaft der Griechen und ihre Bedeutung für uns. Von Thales bis Aristoteles. Übersetzung aus dem Englischen Viktor Brod. Neues Österreich, Wien 1947.
- The Challenge of Socialism. New Books, Dublin 1946.
- Head and Hand in Ancient Greece. Four Studies in the Social Relations of Thought. Watts, London 1947, Paperback 2001, ISBN 0-85124-654-0.
- Greek Science: Its Meaning for Us. Part II: Theophrastus to Galen. Penguin Books, Harmondsworth 1949, Nachdruck mit Part I 1953, Paperback 1981, ISBN 0-85124-288-X, 2000, ISBN 0-85124-631-1.
- Francis Bacon, Philosopher of Industrial Science. Lawrence and Wishart, London 1951, 1973, ISBN 0-8383-1685-9, Nachdruck 1979, ISBN 0-374-92706-5.
- Second Thoughts on Epicurus. In: Science & Society 17 (4), 1953, S. 326–339.
- The Meaning of Persona in De Rerum Natura III.58. In: Hermathena 85, 1955, S. 3–12.
- Francis Bacon, Pioneer of Planned Science. 1963, 1969, ISBN 0-298-16449-3.
- The Philosophy of Francis Bacon. 1964, ISBN 0-85323-310-1, Paperback 1966, ISBN 0-226-23885-7.
- Beitrag in: Donald Reynolds Dudley (Hrsg.), Lucretius. Routledge & Kegan Paul, London 1965, zweite Auflage 1967.
- What Darwin Really Said. MacDonald, London 1966, ISBN 0-8052-3282-6, Paperback 1996, ISBN 0-8052-1062-8.
- The Faith of Epicurus. Weidenfeld & Nicolson, London 1967.
- The Philosophy of Francis Bacon: An essay on its development from 1603 to 1609, with new translations of fundamental texts. 1970.